# Institut national de la statistique et des études économiques
O Institut national de la statistique et des études économiques, conhecido sob a sigla INSEE (em português, 'Instituto Nacional da Estatística e Estudos Econômicos') é o órgão oficial francês responsável pela coleta, análise e publicação de dados e informações sobre a economia e a sociedade da França. O INSEE realiza periodicamente o censo da nação, tendo funções análogas às do Instituto Brasileiro de Geografia e Estatística do Brasil e do Instituto Nacional de Estatística de Portugal. Está sediado em Paris.

## Objetivos e tarefas
As principais atribuições do INSEE incluem:
- Organizar e publicar o censo;
- Produzir variados índices de qualidade, incluindo um índice de preços que mede a inflação, e índices que determinam as taxas de aluguéis e os custos associados à construção.
- Constitui uma "divisão" francesa da Eurostat (a Eurostat não possui divisões trabalhando nos estados associados diretamente, porém utiliza as organizações locais) e é reconhecido como representante da França em questões internacionais de estatística.

## Organização
O INSEE  é responsabilidade do Ministério de Economia, Finanças e Indústrias da França, o Ministério de Finanças da França - MINEFI (em francês: Ministère de l'Économie, des Finances et de l'Industrie).

### Códigos e números INSEE
O INSEE dá códigos numéricos (em francês: les Codes INSEE) para classificar várias entidades francesas:
- códigos INSEE (conhecidos como COG) são dados a várias unidades administrativas, como as comunas francesas (não coincidem com os códigos postais). O código 'completo' possui 8 dígitos e 3 espaços, mas há uma versão popular 'simplificada' com 5 dígitos e sem espaços:
  - 2 dígitos (departamento) e 3 dígitos (comuna) para os 96 departamentos da França Metropolitana
  - 3 dígitos (departamento) e 2 dígitos (comuna) para os departamentos ultramarinos.[3]
- números INSEE (13 dígitos + chave de dois dígitos) são números nacionais de identificação dados às pessoas.
Têm o seguinte formato: "saammlllllooo kk", onde
  - s é "1" para homens, "2" para mulheres,
  - aa são os últimos dois dígitos do ano de aniversário da pessoa,
  - mm é o mês de nascimento,
  - lllll é o COG da cidade natal,
  - ooo é outro número que distingue pessoas que nasceram no mesmo local e na mesma data.
  - 'kk' é a "chave de controle", de soma igual a 97.
Existem exceções para pessoas em situações particulares.[4]
- Códigos SIREN são dados a empresas e associações voluntárias sem fins lucrativos, códigos SIRET aos seus estabelecimentos e afins.[5]

### Ensino e pesquisas
O Ensino e as pesquisas para o INSEE são direcionados pelo Grupo de Escolas Nacionais de Economia e Estatísticas (francês:  Groupe des Écoles Nationales d'Économie et Statistique) que inclui:
- ENSAE (École nationale de la statistique et de l'administration économique), uma grande école que treina administradores do INSEE e engenheiros especializados em estatística, economia, matemática e finanças.
- ENSAI, (École nationale de la statistique et de l'analyse de l'information), uma escola de engenharia.

## História

### Estatísticas públicas na França antes do INSEE
O INSEE foi precedido por várias organizações responsáveis pela produção de estatísticas públicas. Em 1833, o Departamento de Estatísticas (francês: Bureau de la statistique) foi criado por Adolphe Thiers. Em 1840 ele foi renomeado SGF ou Estatísticas Gerais da França (francês: Statistique générale de la France). 
Sob a direção de Lucien March, a SGF expandiu suas atividades. Começou a pesquisa de consumo interno em 1907, seguida por pesquisas periódicas dos preços de varejo em 1911. Em 1920 Alfred Sauvy introduziu uma competição através de exames para a admissão de funcionários para a SGF.
Contudo, foi René Carmille, um pioneiro no uso de calculadoras, que criou as fundações da organização moderna. Em 1940, o "Serviço Demográfico" (francês: service de la Démographie) foi criado sob o Ministério das Finanças a fim de substituir o escritório de recrutamento militar que fora proibido pelo Armistício firmado com a Alemanha nazista. Para melhor esconder seus empreendimentos, o Serviço Demográfico se fundiu com a SGF em 11 de Outubro de 1941. O novo órgão foi chamado SNS ou Serviço Nacional de Eastatísticas (francês:  Service national des Statistiques). Com essa mudança, seis novos escritórios foram criados na zona norte (ocupada), cuja estrutura regional hoje é mantida no INSEE. 
René Carmille criou uma Escola de Ciências Aplicadas (predecessora do atual ENSAE), com a função de formar funcionários para o SNS.

### Criação do INSEE
Por uma lei de 27 de Abril de 1946, o SNS foi finalmente transformado no INSEE - Institut national de la statistique et des études économiques pour la métropole et la France d'outre-mer (em português, "Instituto nacional de estatística e estudos Econômicos para a França metropolitana e ultramar").

### Lista de diretores do INSEE
- Francis-Louis Closon, 1946-1961
- Claude Gruson, 1961-1967
- Jean Ripert, 1967-1974
- Edmond Malinvaud, 1974-1987
- Jean-Claude Milleron, 1987-1992
- Paul Champsaur, 1992-2003
- Jean-Michel Charpin, 2003